# Santa Maria de la Llacuna
Santa Maria de la Llacuna és una obra de la Llacuna (Anoia) inclosa a l'Inventari del Patrimoni Arquitectònic de Catalunya.

## Descripció
Església d'una sola nau amb sis capelles laterals, absis poligonal de 5 cares (interior) amb voltes per aresta. Portal d'entrada a sol ponent amb llinda d'una sola peça, que havia fins fa poc, aguantat un frontó triangular i que descansa sobre les corresponents rebranques d'una sola peça. La façana conserva un ull de bou. Els murs són de pedres poc treballades amb porter, però les pedres cantoneres sí que són tallades en forma rectangular. La coberta és a dues vessants i construïda amb teula àrab. Es va començar a construir en el segle xvii, però la part interior i elements de la façana són del segle xviii i d'un estil neoclàssic. En el segle xix va sofrir alguns desperfectes. L'altar major és d'obra i data del 1858.

## Història
Fou edificada en el lloc on havia estat ubicada la capella de Santa Maria de Natzaret, construïda l'any 1327 al costat de l'hospital de la vila. Les obres es varen iniciar el primer quart del segle xvii i fou denominada l'església nova de Nostra Senyora de la Concepció. Les obres seguiren en el segle xviii, especialment en la seva part interior i l'altar major data ja del 1858. En el decurs de la Primera Guerra Carlista (1833-1840) foren destruïts els altars laterals.